# Ronde Lutherse Kerk

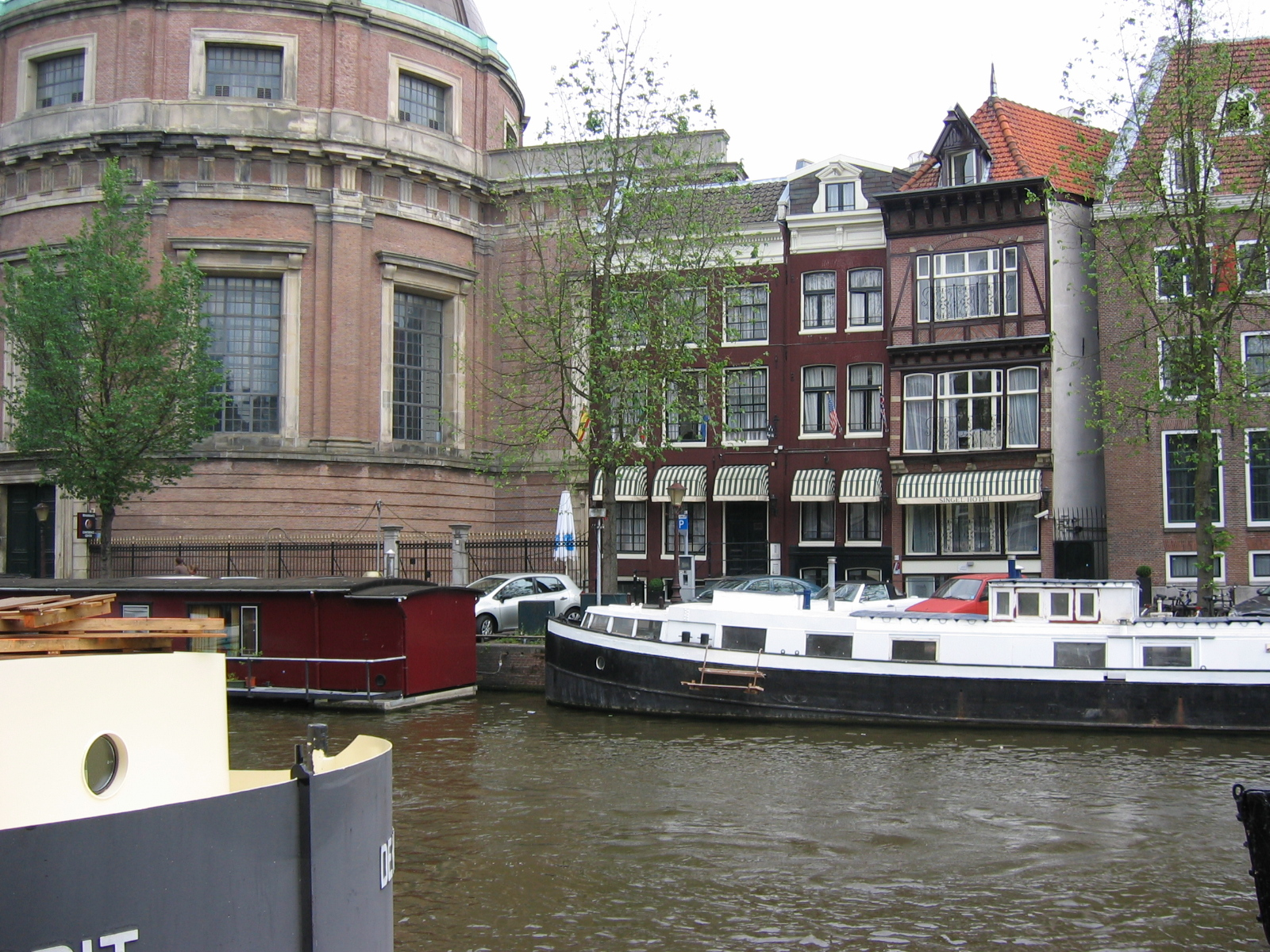
La Ronde Lutherse Kerk lungo il Singel

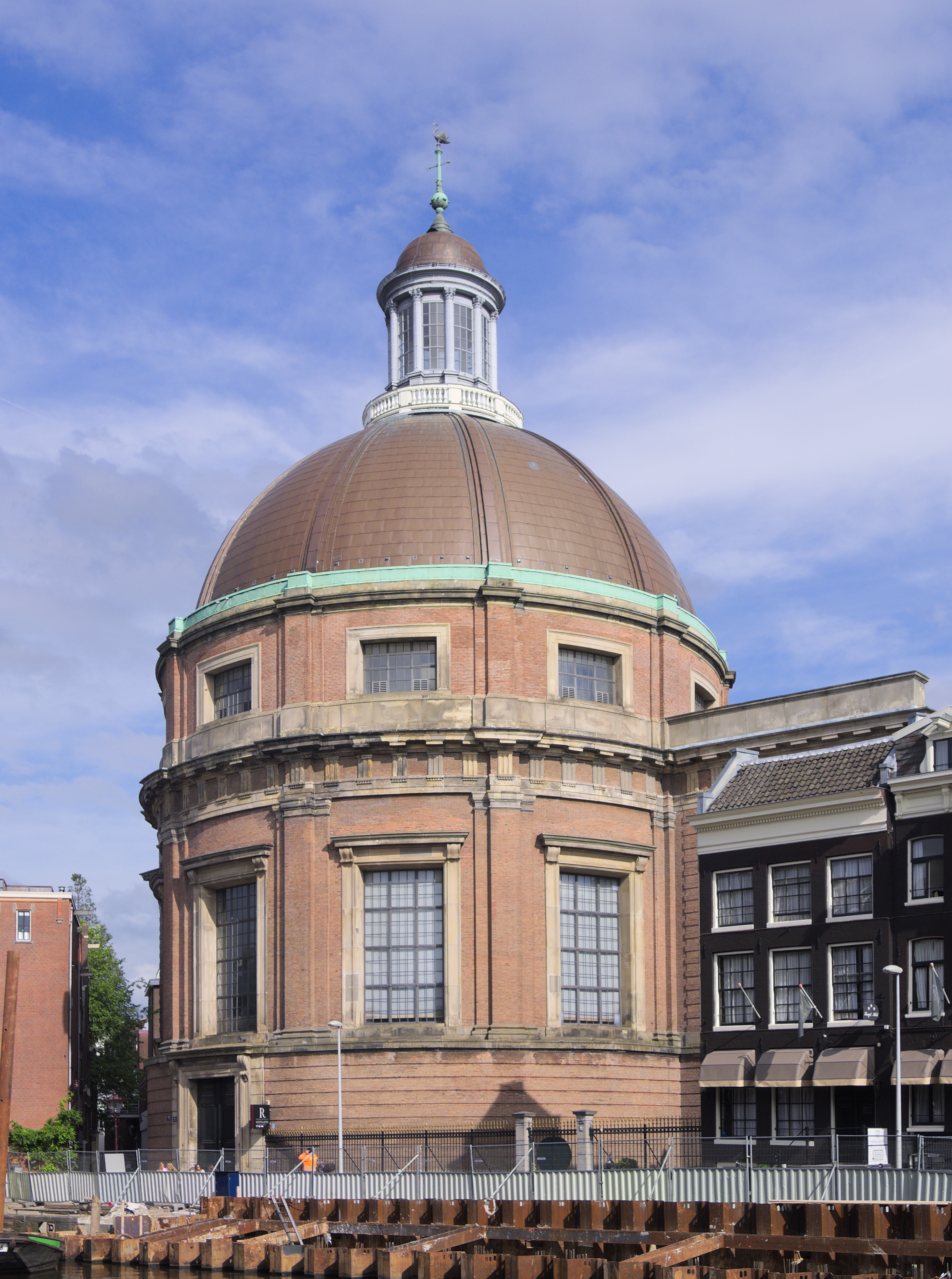
La cupola della Ronde Lutherse Kerk

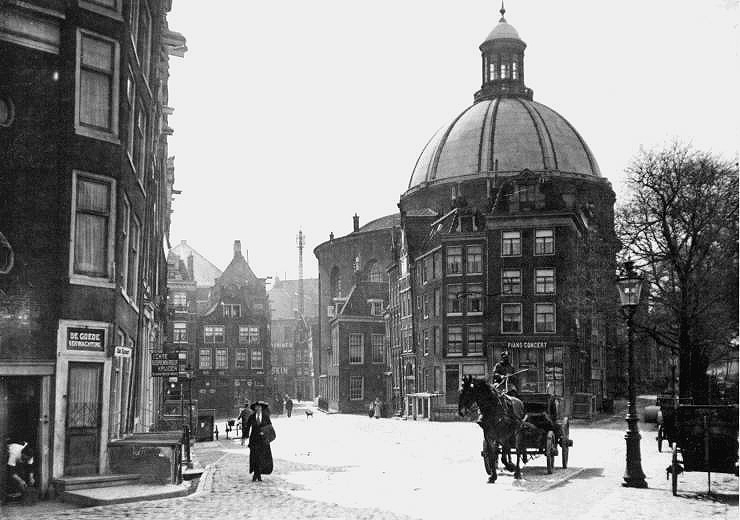
La Ronde Lutherse Kerk in una foto d'epoca

La Ronde Lutherse Kerk ("Chiesa luterana circolare"), conosciuta anche come Nieuwe Lutherse Kerk ("Nuova chiesa luterana") è una chiesa di Amsterdam, costruita tra il 1668 e il 1671 su progetto dell'architetto Adriaan Dortsman e rifatta nel 1826 dopo essere stata distrutta da un incendio: si tratta della prima chiesa protestante dei Paesi Bassi costruita con pianta circolare È stata sconsacrata nel 1935 e nuovamente ricostruita tra il 1993 1995 dopo un nuovo incendio.
L'edificio è classificato come rijksmonument nr. 2207.

## Descrizione
La Ronde Lutherse Kerk si trova al nr. 11 del canale Singel, nella parte nord-occidentale della Nieuwe Zijde ("parte nuova"), nelle vicinanze della stazione centrale.
L'edificio è sormontato da una cupola di rame che ne ha conferito il soprannome di "cesto da lavoro a maglia". La cupola è decorata con la figura in rame di un cigno, simbolo del credo luterano.
All'interno dell'edificio si trova un organo del 1830 realizzato da Johan Bätz.

## Storia
La realizzazione di una chiese luterane ad Amsterdam si rese necessaria per via della massiccia immigrazione di persone di fede protestante provenienti dalle aree attorno al Mar Baltico. La Ronde Lutherse Kerk fu la seconda chiesa protestante della capitale olandese, dopo quella eretta nel 1633 sempre lungo il canale Singel.
La costruzione della Ronde Lutherse Kerk iniziò nel 1668 e terminò nel 1671.
Il 18 settembre 1822 la chiesa andò quasi completamente distrutta a causa di un incendio. Fu ricostruita nel 1826 su progetto di Tieleman Franciscus Suys e Jan de Greef.

Nel 1935 l'edificio fu chiuso e sconsacrato e dal 1975 fu trasformato in centro congressi
Il 3 febbraio 1993 la chiesa fu nuovamente danneggiata da un grave incendio. I lavori di ricostruzione durarono due anni, dal 1993 al 1995.

## La Ronde Lutherse Kerk nell'arte
- La Ronde Lutherse Kerk è raffigurata nel dipinto di Jacobus Storck (1641-1688) Het Singel met de Ronde Lutherse Kerk ("Il Singel con la Ronde Lutherse Kerk"; 1687)[8]

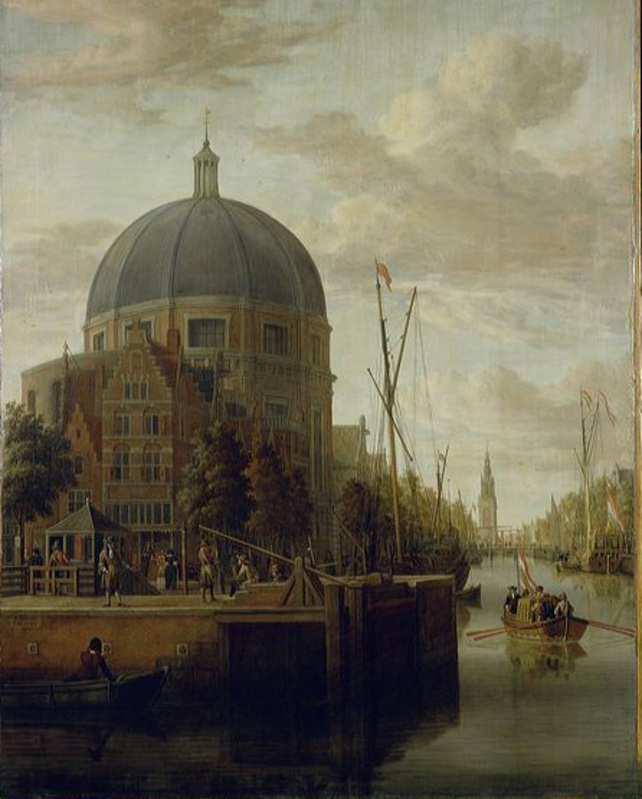
Het Singel met de Ronde Lutherse Kerk di Jacobus Storck